# 게오르기 블라디미로비치 킴

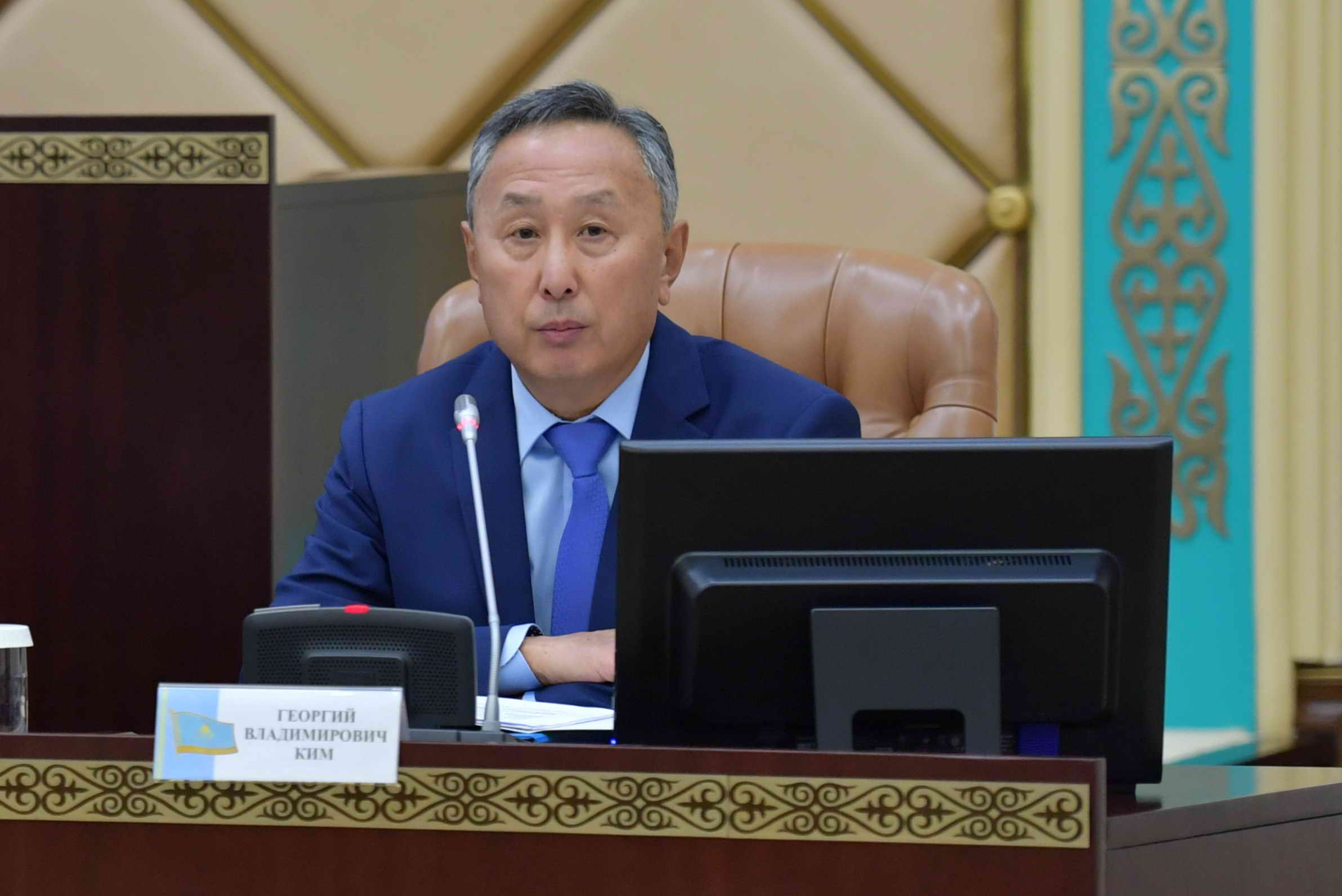

게오르기 블라디미로비치 킴(러시아어: Георгий Владимирович Ким, 1953년 5월 11일, 알마티)은 카자흐스탄의 공무원으로, 카자흐스탄 검찰 부총장, 카자흐스탄 검찰청 법률 통계 및 특수조사 위원회 회장을 맡았다. 2002년 ~ 2003년 법무부 장관을 역임하였으며 법학박사이다.